# Saint-Denis-sur-Huisne
Saint-Denis-sur-Huisne là một xã trong tỉnh Orne, vùng Normandie tây bắc nước Pháp. Xã Saint-Denis-sur-Huisne nằm ở khu vực có độ cao trung bình 159 mét trên mực nước biển.